# Ángel Orelien
Pour les articles homonymes, voir Orelien.
Ángel Orelien, né le 2 avril 2001 à Panama City, est un footballeur international panaméen qui évolue au poste de milieu de terrain à Sreenidi Deccan FC.

## Biographie

### En club
Entre 2016 et 2019, Orelien joue en tout 38 matchs en première division panaméenne avec le CD Sporting, ponctués par 2 buts. En juillet 2019, il signe avec le club mexicain de la Cruz Azul,.
Le 14 juillet 2023, l'USL Dunkerque, club de Ligue 2, annonce son arrivée dans le Nord de la France pour un bail de deux ans minimum.

### En sélection
Déjà international avec les équipes de jeunes panaméennes, Orelien fait ses débuts avec l'équipe nationale senior à seulement 17 ans, le 12 septembre 2018, lors d'une défaite 2-0 en match amical contre le Venezuela,.
Orelien possède également la nationalité française.